# Coelophora biplagiata
Coelophora biplagiata är en skalbaggsart som först beskrevs av Olof Peter Swartz 1808.  Coelophora biplagiata ingår i släktet Coelophora och familjen nyckelpigor. Inga underarter finns listade i Catalogue of Life.